# 伍家岗区
伍家岗区是中国湖北省宜昌市所辖的一个市辖区。总面积为84.1平方公里，常住总人口約34万人，区人民政府駐伍家崗街道八一路2號。

## 行政区划
伍家岗区下辖4个街道办事处、1个乡：
大公桥街道、万寿桥街道、宝塔河街道、伍家岗街道和伍家乡。

## 人口民族
根據宜昌市全國第七次人口普查数据显示，2020年，伍家岗区常住人口增至33.63万人，比2010年，净增12.21万人，净增家庭5.26万户。

## 名称由来
伍家岗地名由来有两种说法：一说伍家岗一名由来并不久，大约在抗日战争以后，因岗上搬来几户姓伍的人家而得名；二说在很久以前，有五户不同姓氏的人家在此处开荒种地而得名。

## 地理地貌
伍家岗区位于湖北省西部，离长江中上游分界处的西陵峡口约10公里，距三峡水利枢纽约38公里。东连猇亭区，南与点军区隔江相望，西与西陵区毗邻，北与夷陵区接壤。东西横距14公里，南北纵距最宽约9公里，最窄约1公里。是鄂西和川东一带的物资集散地和交通枢纽，进出三峡必由之路，川鄂交通之咽喉。 
伍家岗区地处黄陵山地与江汉平原接壤的丘陵地带，处于山区型向平原型过渡地段，江面由狭窄而趋于开阔。境内地貌大致分为低山、丘陵、岗状平原三种类型。其中低山、丘陵约占 70%，一马路至伍家岗一带海拔57—59米；往东北为低山丘陵分布，海拔在100—200米之间。

## 土地面积
伍家岗区国土面积 84.03平方公里，约占全省国土面积的0.047%。其中大公桥街道办事处2.5平方公里，万寿桥街道办事处2.78平方公里，宝塔河街道办事处2.8平方公里，伍家岗街道办事处6.7平方公里，伍家乡69.25平方公里。

## 气候特点
伍家岗区为宜昌市主城区之—，宜昌——三峡绿色家园 宜昌城区群山拥抱，长江穿城而过。春来百花盛开，夏日绿树如荫，秋至满山红叶映峡江，冬天千丈崖头顶白雪，空气清新，环境优美，是难得的风水宝地。建国以来,特别是上个世纪九十年代长江三峡水利枢纽工程开工建设以来,宜昌的城市建设发生了翻天覆地的变化。随着长江防护林工程、天然林保护、退耕还林还草等国家重点生态环保项目的全面实施，宜昌市生态环境明显改观。“人在城中、城在林中”的城市景观基本形成。绿荫环绕，山水相依的宜昌市正在成为三峡地区最适宜于人类居住和发展的山水园林城市。

## 图库

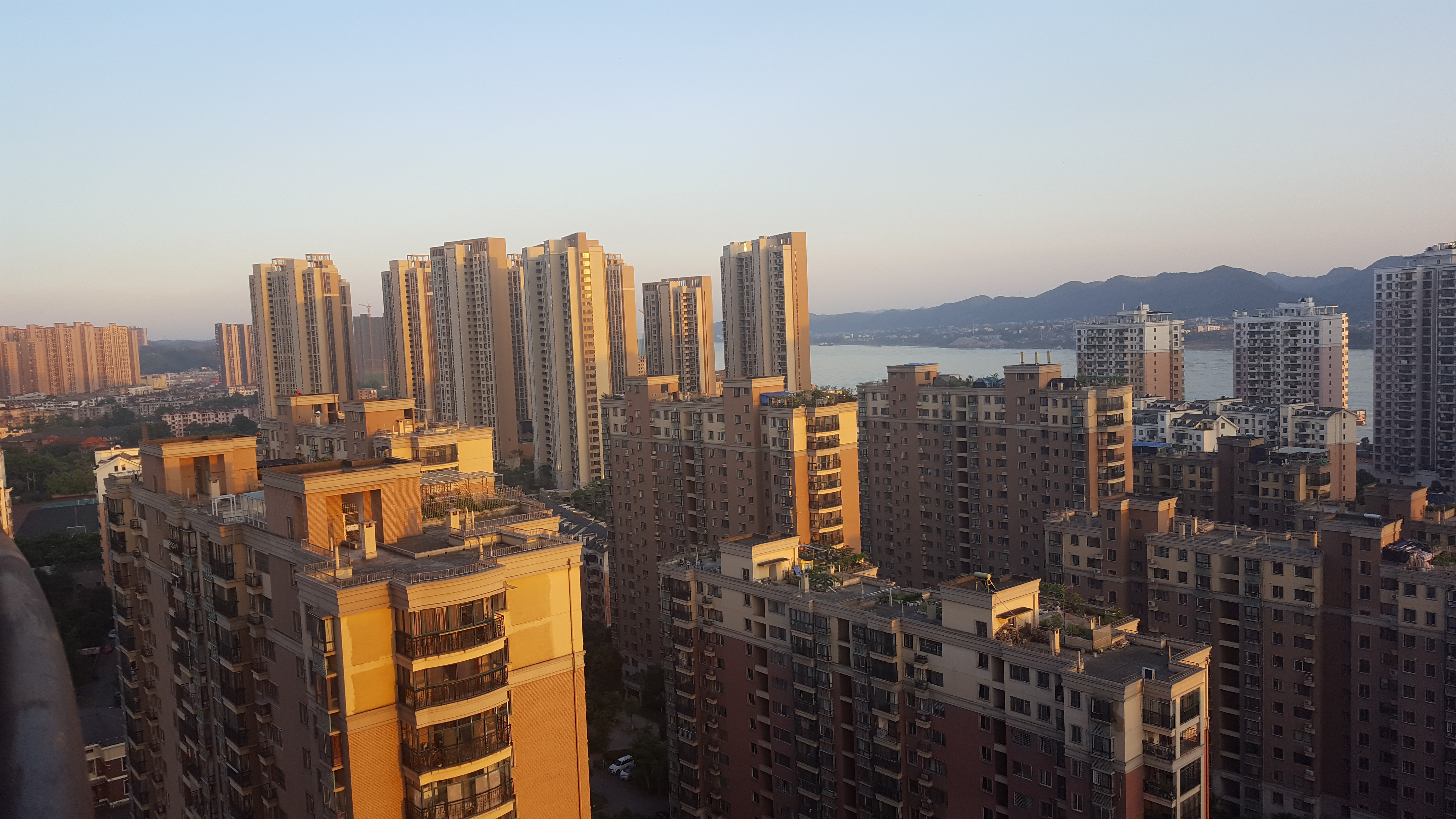
伍家岗区住宅小区
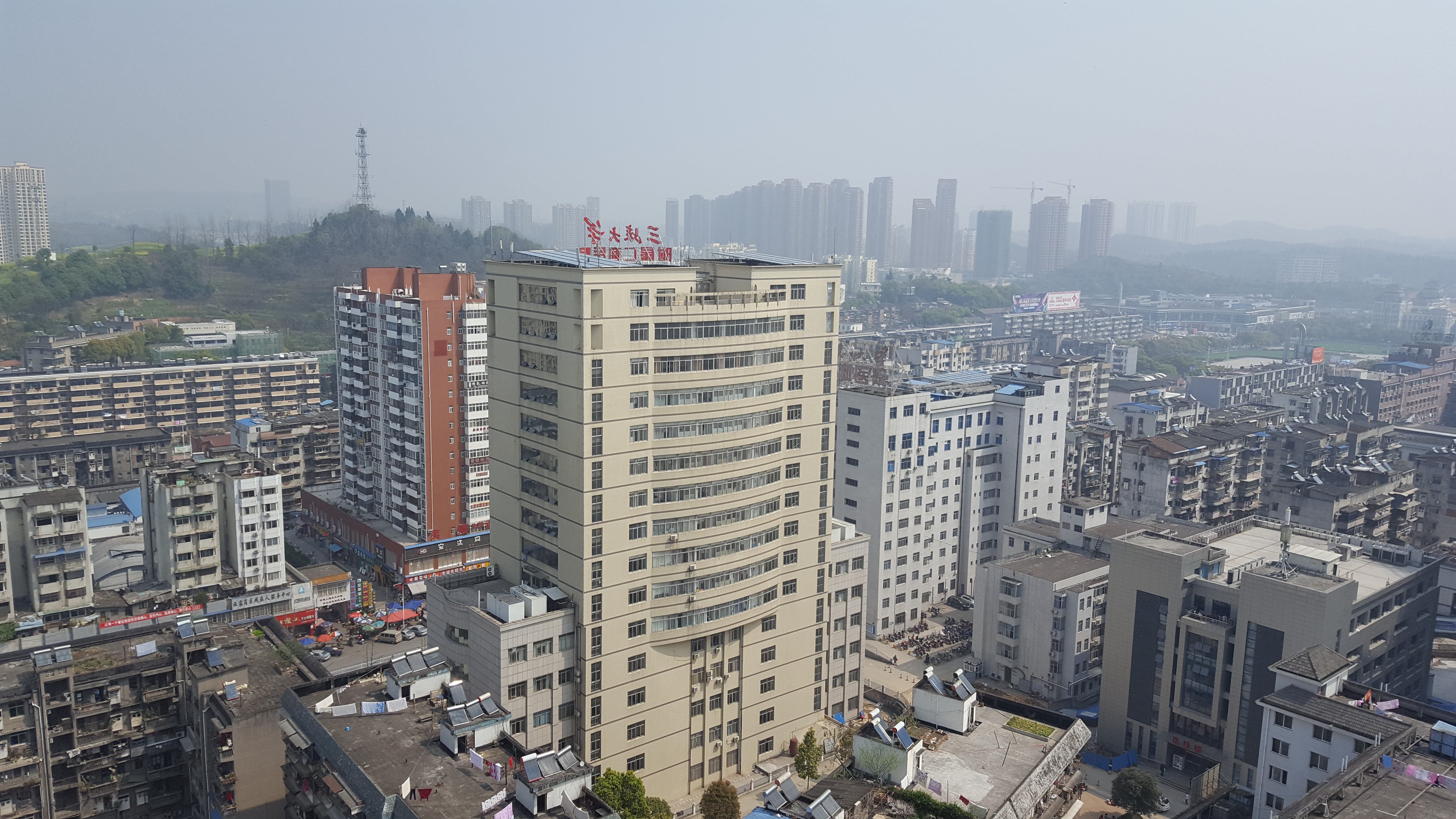
伍家岗区
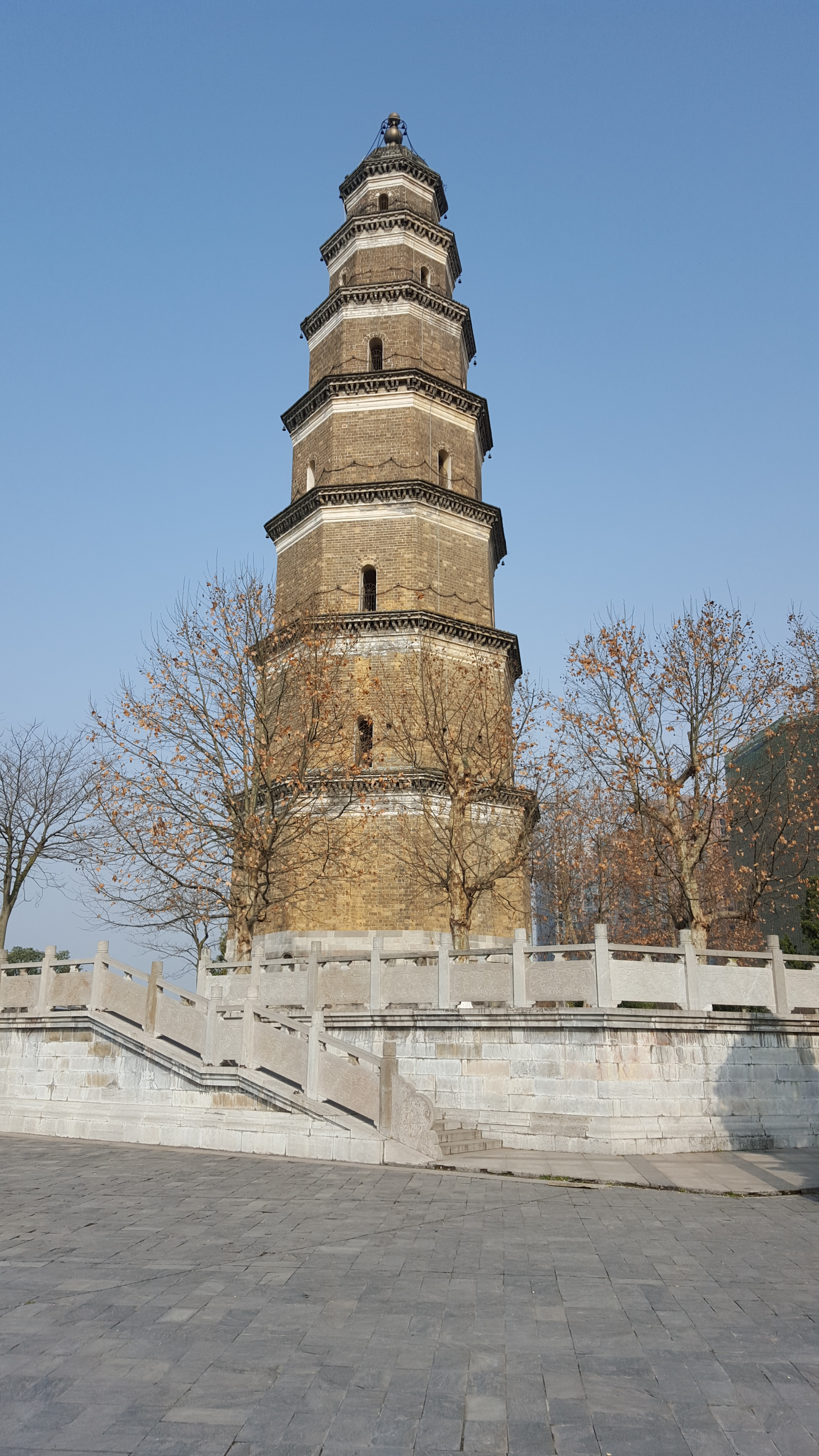
天然塔
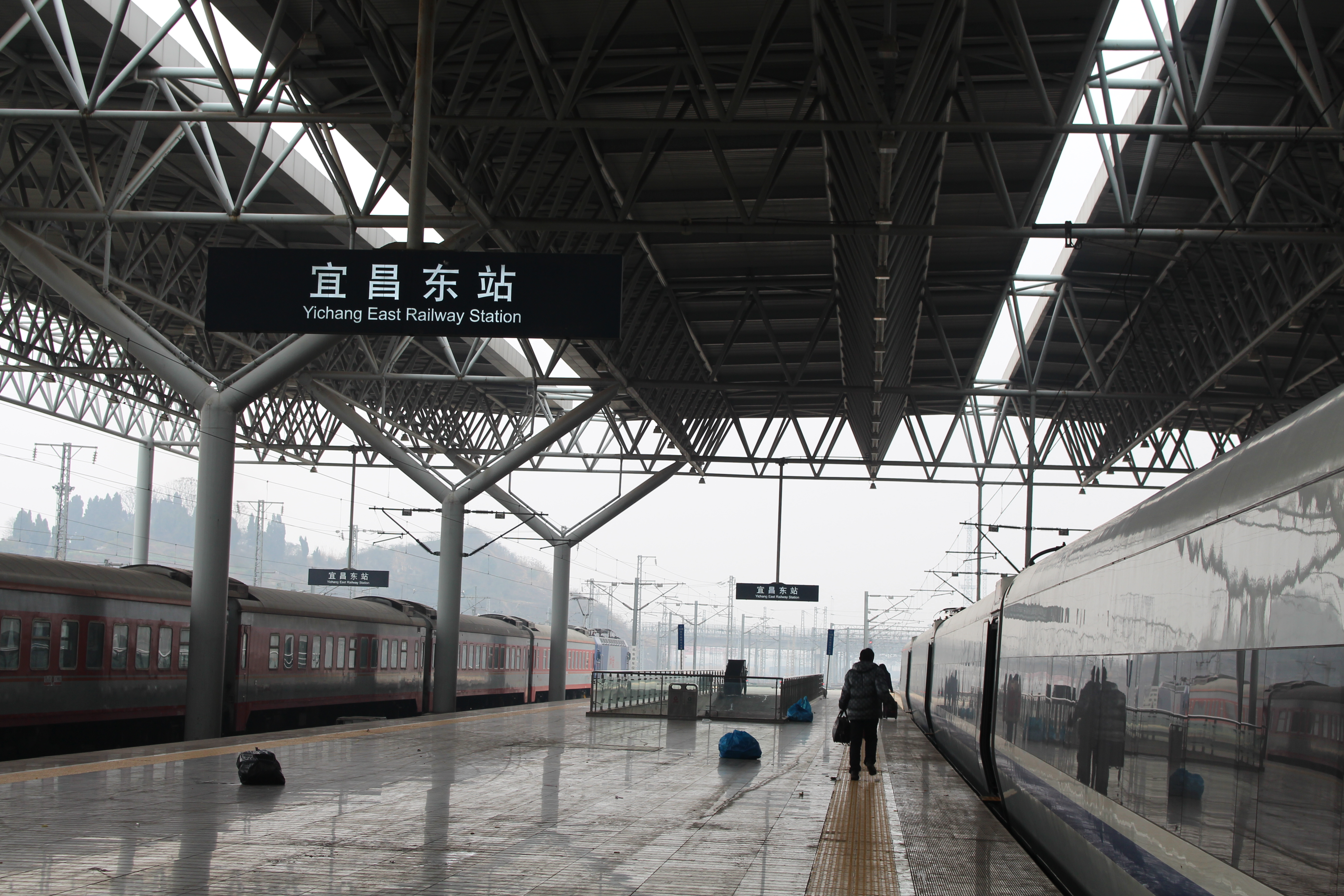
宜昌东站
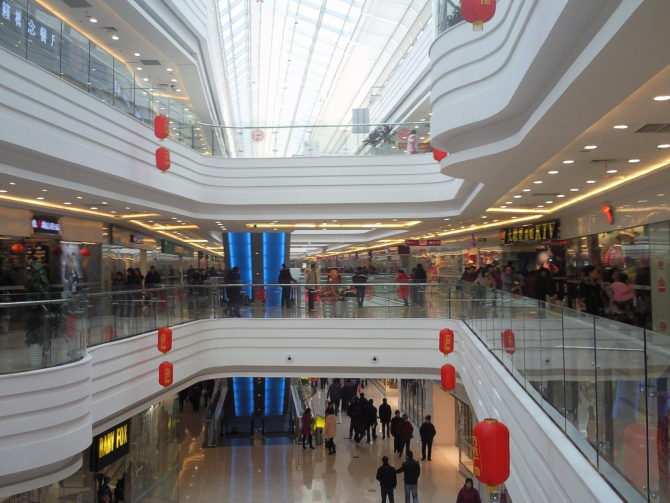
宜昌万达广场
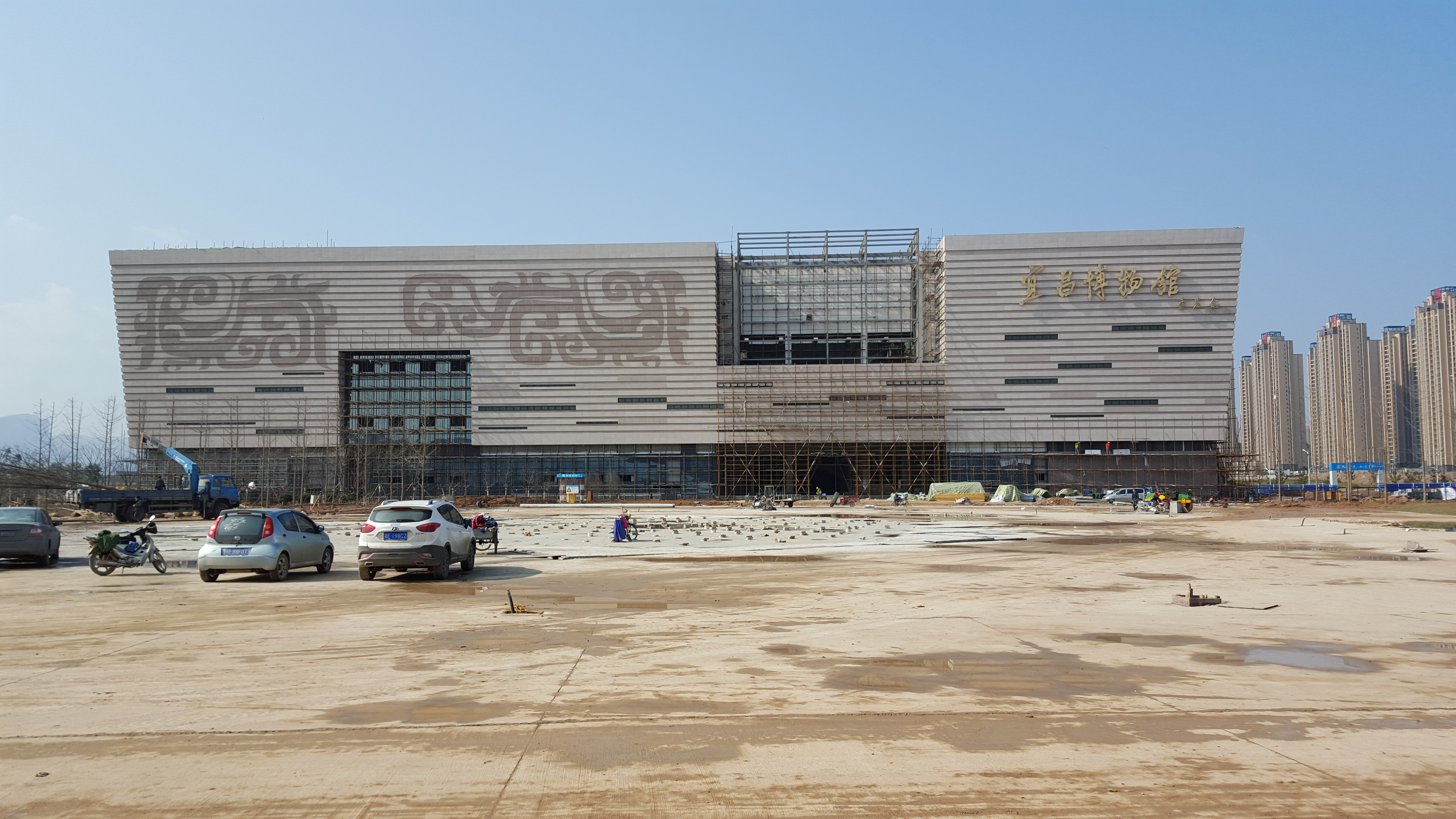
宜昌博物馆
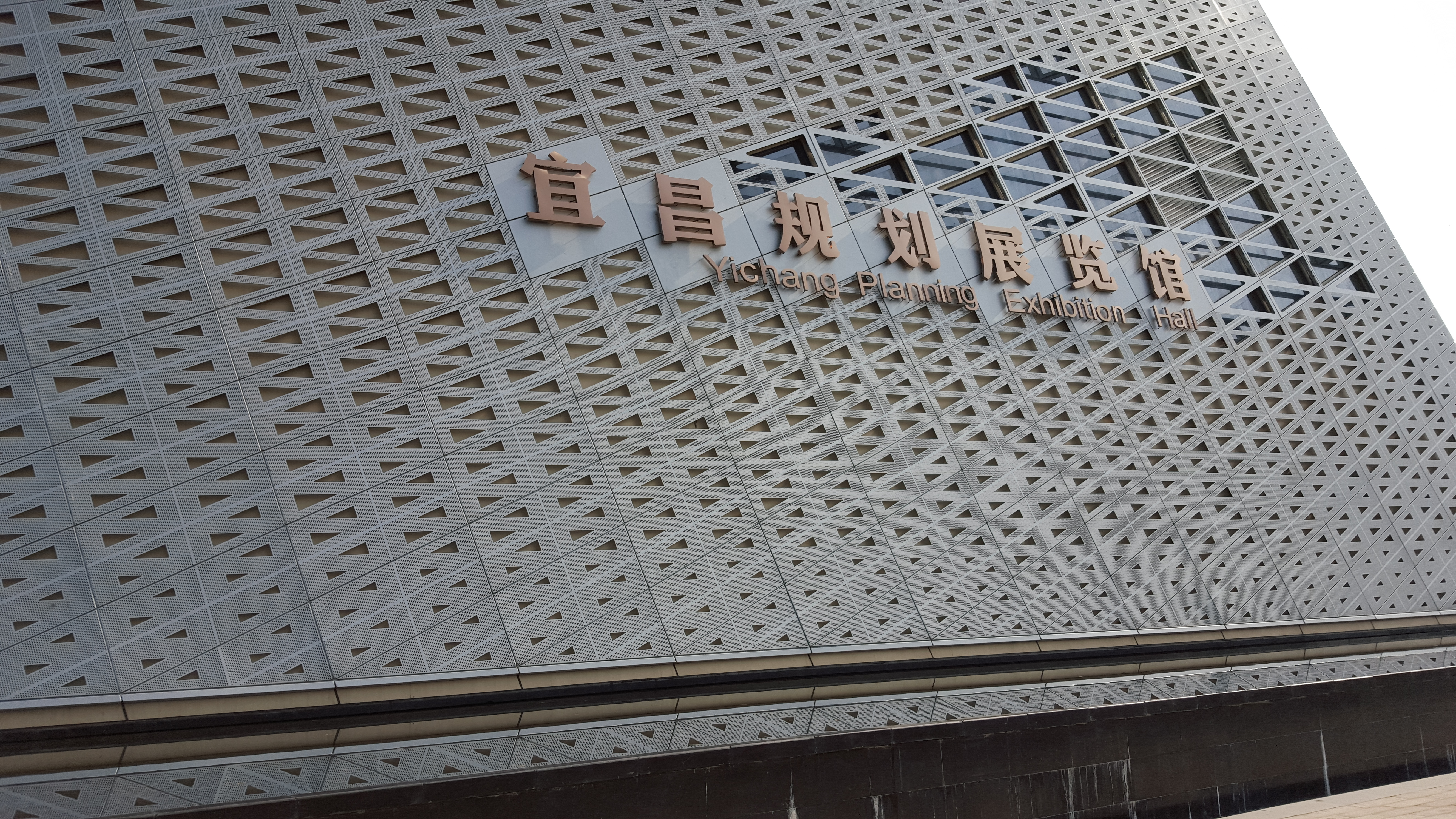
规划展览馆
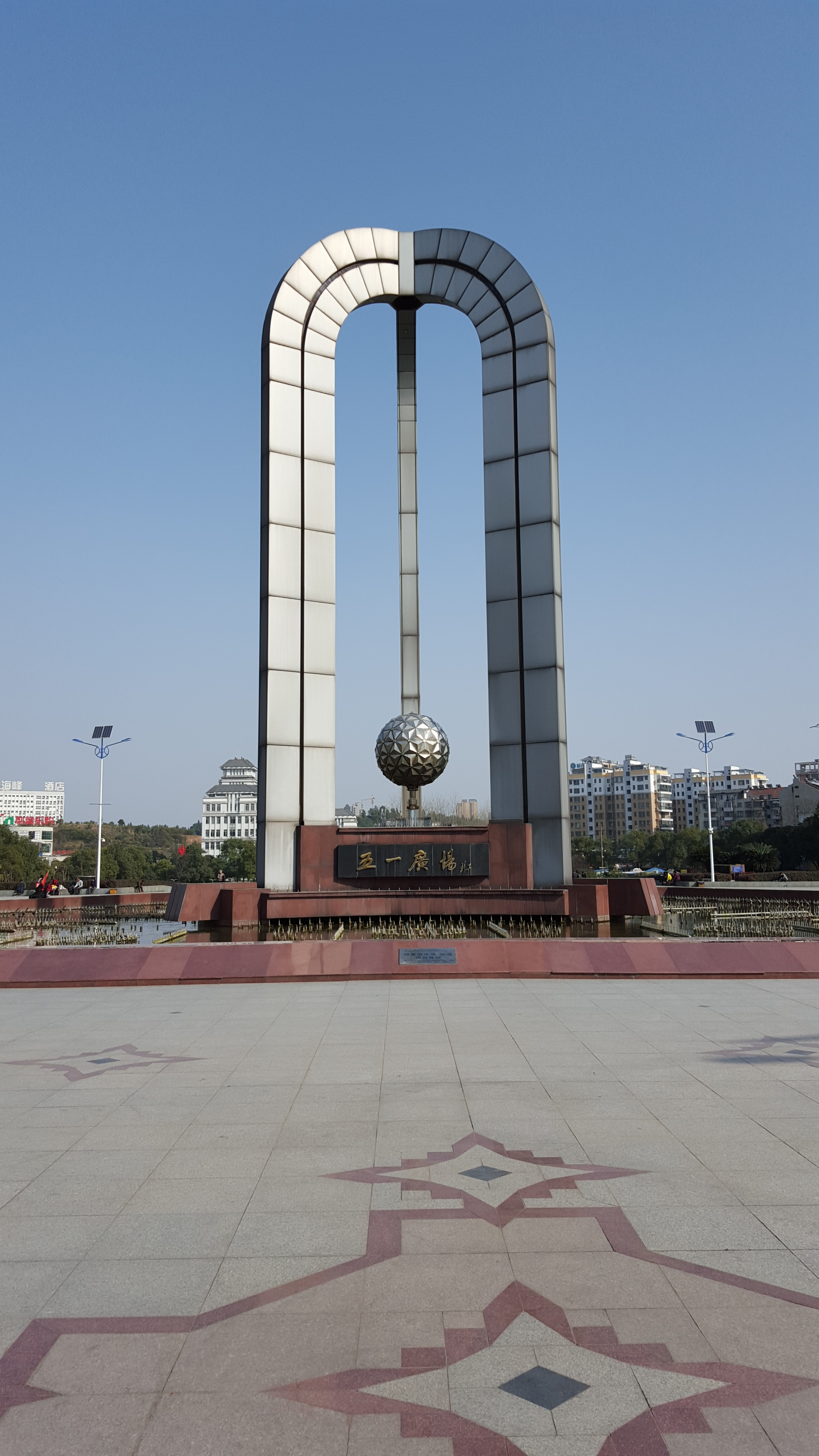
五一广场
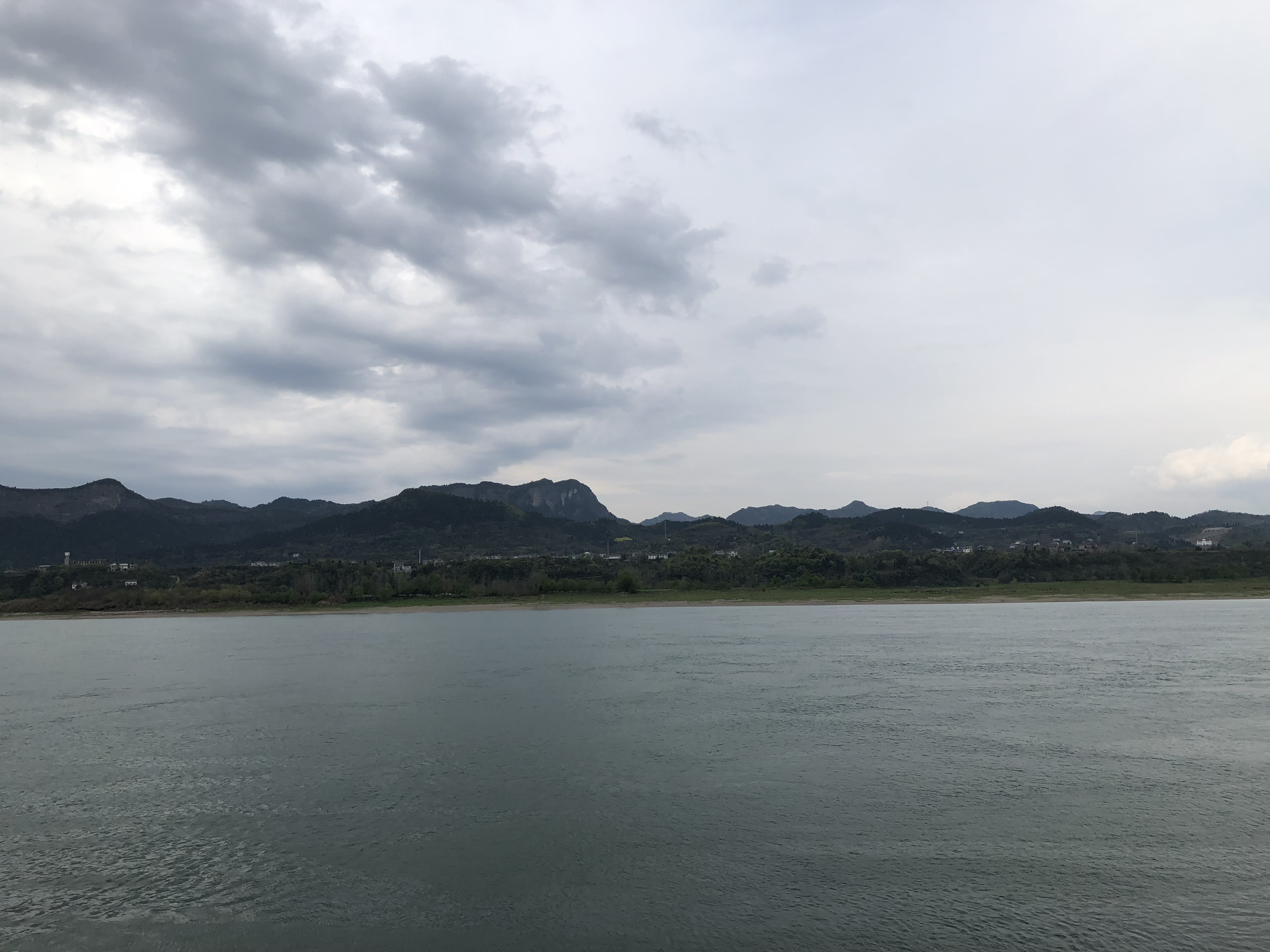
烟收坝江段
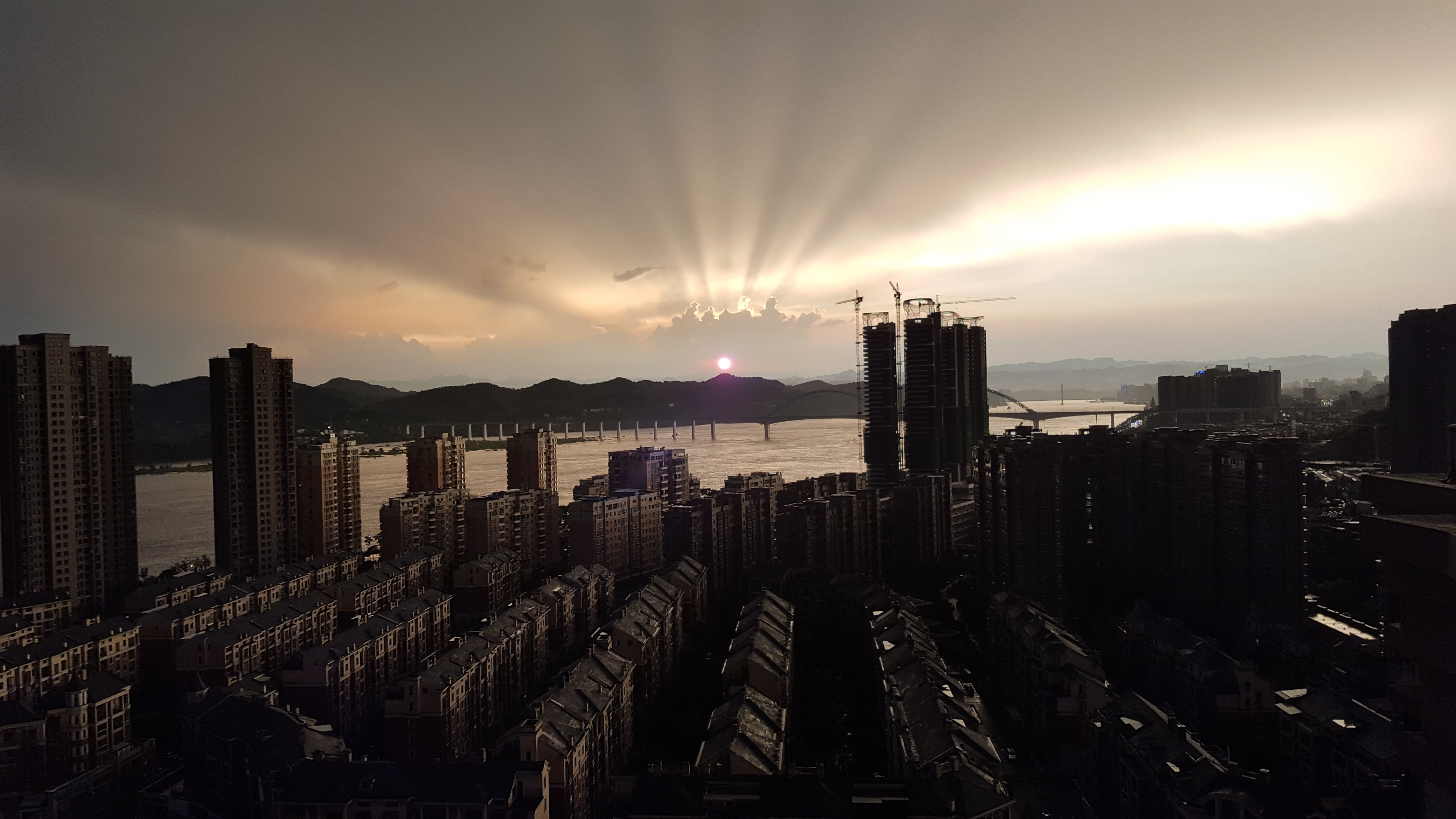
晚霞
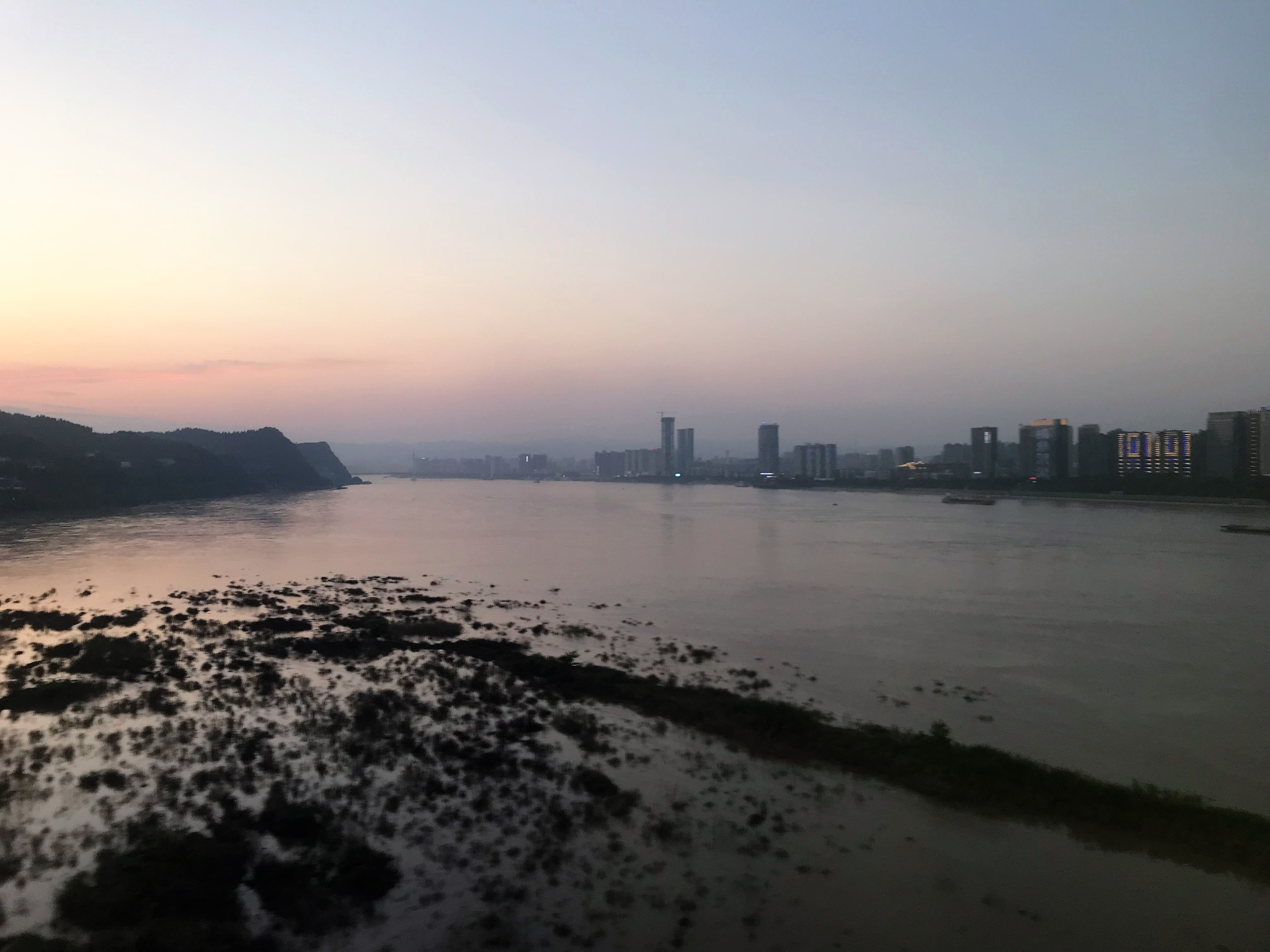
伍家岗区长江
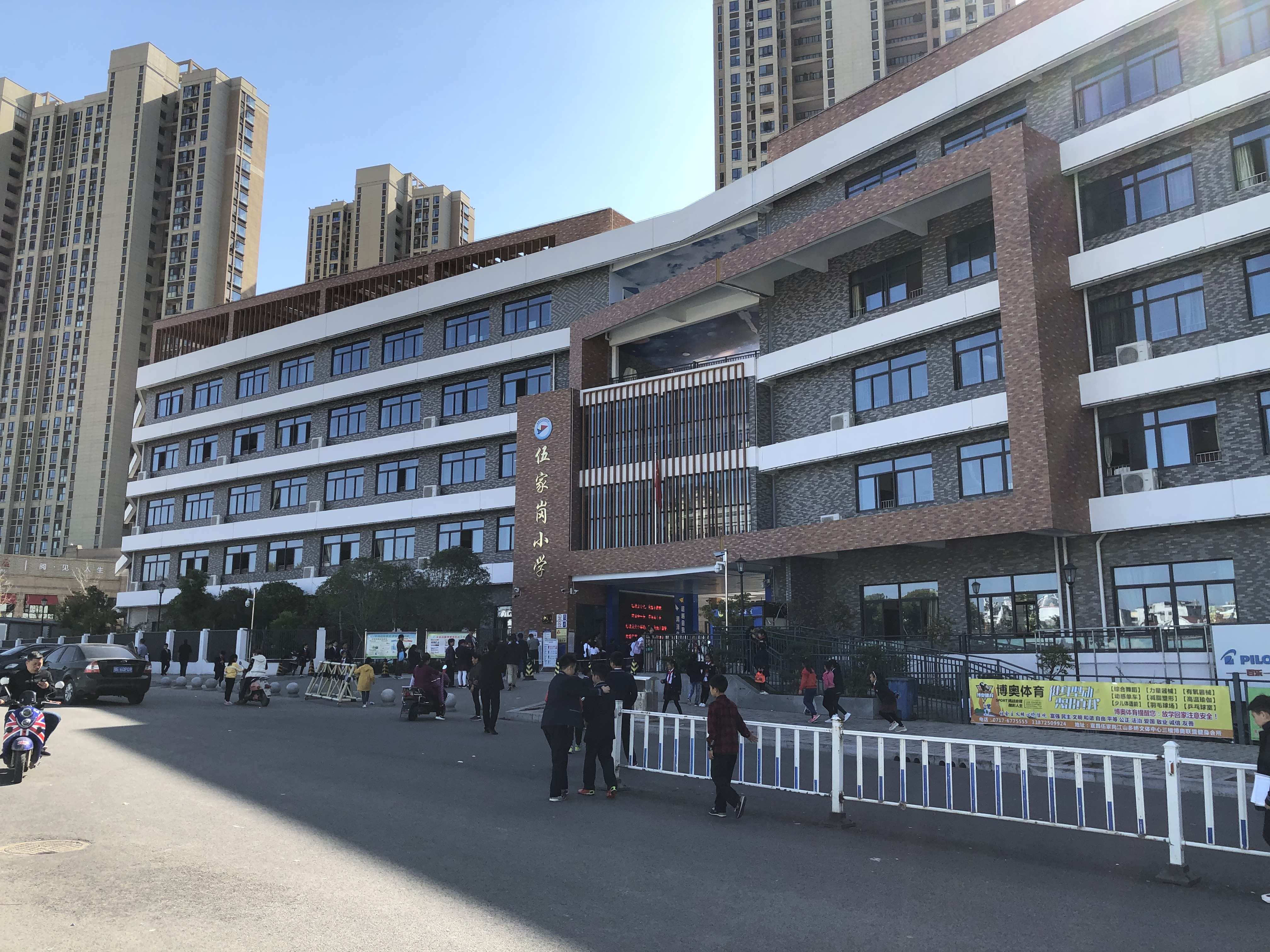
伍家岗小学
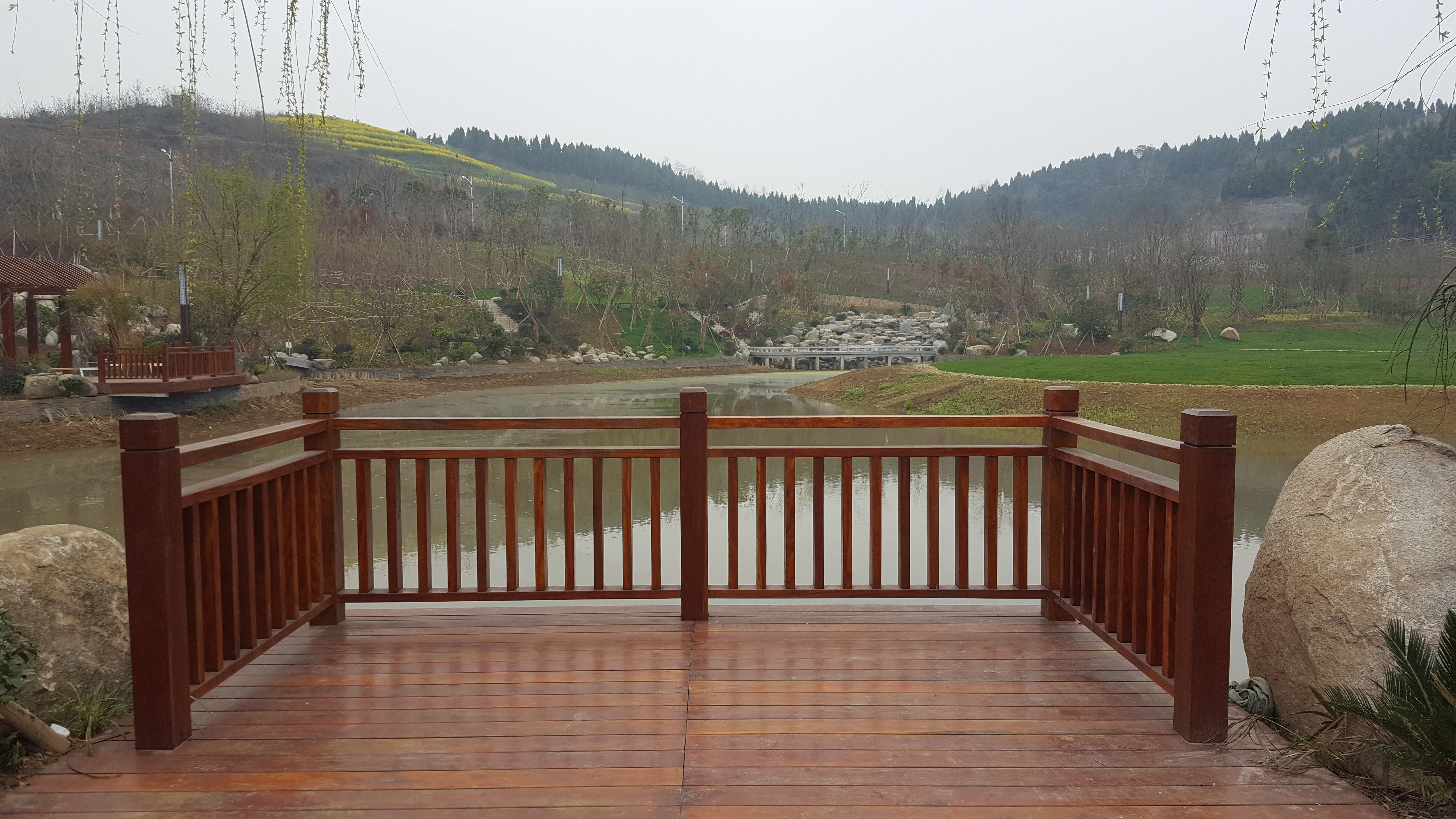
求雨台公园
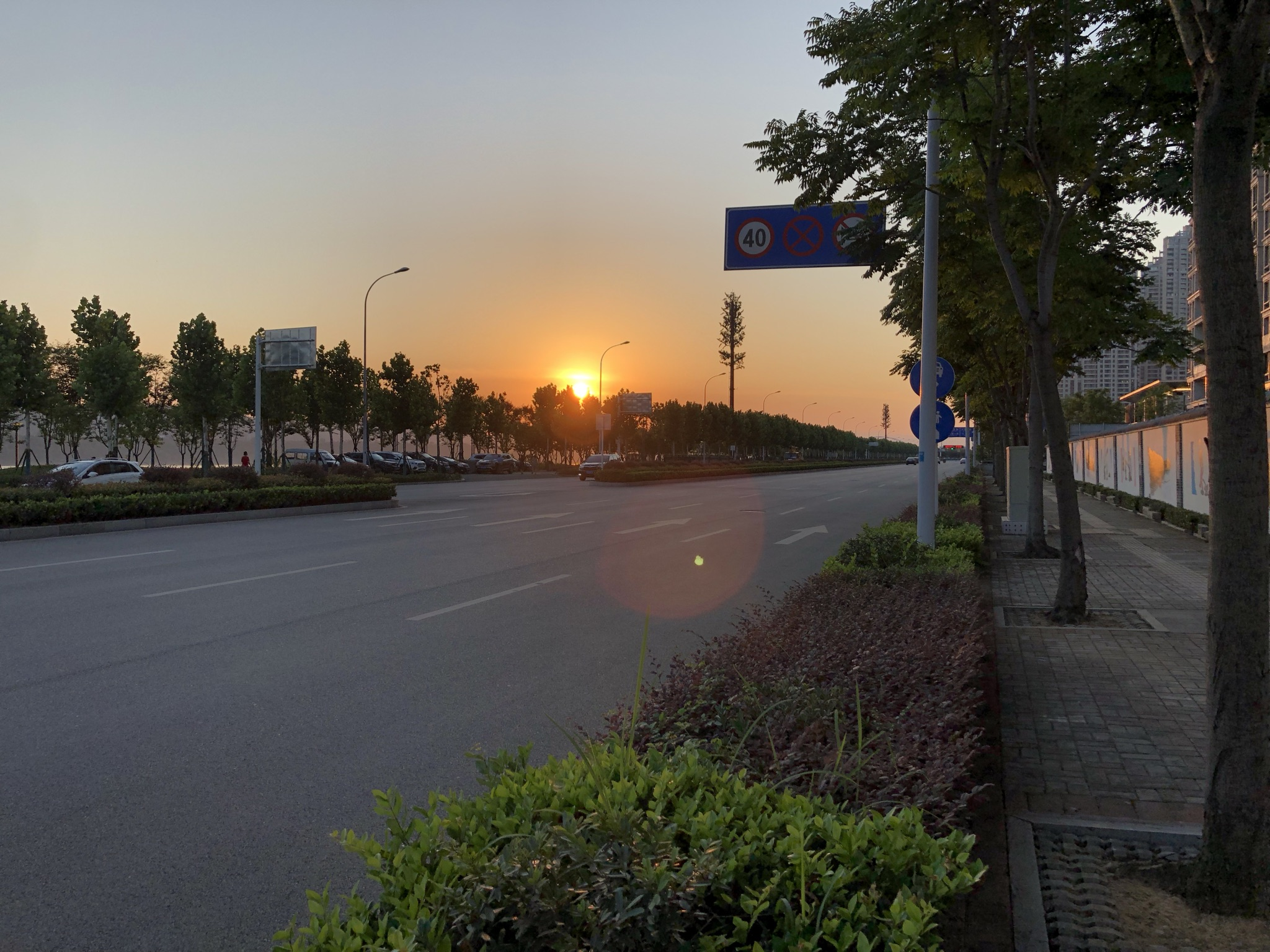
沿江大道